# Christian Sengfelder
Christian Sengfelder (Leverkusen, 28 febbraio 1995) è un cestista tedesco.

## Carriera
Con la Germania ha disputato i Campionati europei del 2022.